# 危険物の規制に関する政令
危険物の規制に関する政令（きけんぶつのきせいにかんするせいれい、昭和34年政令第306号）は、消防法第3章に基づく危険物の規制に関する政令である。

## 構成
2024年（令和6年）10月23日現在
第1章 総則（第1条 - 第5条）
第2章 製造所等の許可（第6条 - 第8条の5）
第3章 製造所等の位置、構造及び設備の基準
第1節 製造所の位置、構造及び設備の基準（第9条）
第2節 貯蔵所の位置、構造及び設備の基準（第10条 - 第16条）
第3節 取扱所の位置、構造及び設備の基準（第17条 - 第19条）
第4節 消火設備、警報設備及び避難設備の基準（第20条 - 第22条）
第5節 雑則（第23条）
第4章 貯蔵及び取扱の基準（第24条 - 第27条）
第5章 運搬及び移送の基準（第28条 - 第30条の2）
第5章の2 危険物保安統括管理者（第30条の3）
第6章 危険物保安監督者、危険物取扱者及び危険物取扱者免状（第31条 - 第35条の2）
第7章 危険物施設保安員（第36条）
第8章 予防規程（第37条）
第9章 自衛消防組織（第38条・第38条の2）
第10章 映写室の構造及び設備の基準（第39条）
第11章 緊急時の指示（第39条の2・第39条の3）
第12章 雑則（第40条 - 第42条）
附則